# Назаров В'ячеслав Євгенович
В'ячеслав Євгенович Назаров (нар. 3 лютого 1954, Донецьк, Українська РСР) — радянський і український композитор. Член Національних спілок композиторів та кінематографістів України.

## Життєпис
Народився 3 лютого 1954 р. в Донецьку. Закінчив Київську консерваторію (1978, клас М. Скорика).
Автор мюзиклу «Я — Київ» (1980), симфоній, музики до кінофільмів:
- «Три гільзи від англійського карабіна» (1983)
- «Все починається з любові»
- «Канкан в Англійському парку» (1984)
- «І ніхто на світі...» (1986)
- «Моя люба...» (1987)
- «Виконати будь-яку правду» (1987)
- «Голий» (1987)
- «І завтра жити» (1987)
- «Бич Божий» (1988)
- «Помилуй та вибач» (1988)
- «Зелений вогонь кози» (1989)
- «Катафалк» (1990)
- «Імітатор» (1990)
- «Капітан Туссі» (1991, мультфільм)
- «Ніч самогубця» (1991)
- «Танго смерті» (1991)
- «Вишневі ночі» (1992)
- «Геть сором!» (1994)
- «Викуп» (1995)
- «Життя як цирк» (2000)
- «Дідусь моєї мрії» (2005)
- «Весела хата» (2006)
- «Остання справа Казанови» (2011)
- «Кумські байки» (2011, телесеріал)
- «Платон Ангел» (2011) та ін.